# نارگیز پاشایان
نارگیز پاشایان (ارمنی: Նարգիզ Փաշայան؛ انگلیسی: Nargiz Pashayan؛ ۲۳ فوریهٔ ۱۹۵۰) نقاش سبک پسامدرنیسم اهل ارمنستان است.

## زندگی‌نامه
وی در ۱۲ فوریه ۱۹۵۰ در ایروان به دنیا آمد و از کالج دولتی هنرهای زیبای پانوس ترلمزیان (۱۹۷۲) و انستیتو دولتی هنری و نمایشی ایروان فارغ‌التحصیل گشت. 